# Nausea (banda de Nueva York)
Nausea fue una banda estadounidense de crust punk proveniente de Nueva York, en el barrio de Lower East Side de Manhattan, activa desde el año 1985 a 1992. Nausea es citada usualmente como iniciadores del movimiento crust punk americano, el cual podría definirse como una fusión de los estilos anarcopunk y thrash metal.
Como muchas bandas de anarcopunk de la época, Nausea incorporó en su alineación un vocalista masculino y una vocalista femenina. Se desarrollaron principalmente en la comunidad neoyorquina de Lower East Side. Después de la salida de Robinson en 1988, fue reemplazado por Al Long y la banda comenzó a experimentar con un sonido más oscuro y pesado. Robinson formó a su vez las bandas Jesus Crust y Final Warning, fundando también el sello discográfico Tribal War Records.

## Letras y estilo musical
Las letras apocalípticas y el diseño de las carátulas de Nausea fueron influenciados por los temas sociopolíticos de esos entonces, tales como la administración del presidente Ronald Reagan, la guerra fría entre los Estados Unidos y la Unión Soviética y sobre la posible amenaza de una guerra nuclear entre ambas naciones. También enfocaron sus temas hacia el ambientalismo, la extinción humana, la contaminación, la crítica al cristianismo y los derechos de los animales.
Nausea progresó de un hardcore punk metálico para volverse más apegados al estilo thrash metal durante sus últimos años con el vocalista Al Long. La banda abrió una brecha para la consolidación y emergencia del crust punk con influencias de doom metal, d-beat, noise rock y sludge.

## Alineación
Última alineación
- John John Jesse - bajo
- Victor Dominicis (a.k.a Victor Venom) - guitarra
- Amy Miret - voz
- Al Long - voz
- Roy Mayorga - batería

Miembros anteriores
- Neil - voz (1985–1988)
- Pablo Jacobson - batería (1985–1987)
- Jimmy Williams - batería (1987–1988)

John John Jesse después formó junto con otros miembros de Choking Victim la banda Morning Glory. Roy Mayorga tocó con las bandas Shelter, Soulfly, ABLOOM, Stone Sour (con quienes ha obtenido gran reconocimiento) y contribuyó en último álbum de la banda Amebix. Brevemente sustituyó a Igor Cavalera en Sepultura en el año 2006,

## En la cultura popular
En la película de Jackie Chan Rumble in the Bronx, se ve a un chico punk vistiendo una chaqueta de cuero con el logotipo de 'Nausea' pintado con aerosol en la parte trasera.

## Discografía

### Lanzamientos oficiales
- Nausea demo (independiente, 1988)
- Extinction LP/Casete (1990, Profane Existence/Meantime Records)
- Cybergod 7" (Allied Recordings, 1991)
- Lie Cycle 7" (Graven Image Records/ Skuld Records, 1992)
- Alive in Holland VHS (Channel Zero Reality/Profane Existence, 1993)
- Extinction: The Second Coming CD (Selfless Records, 1993)
- Punk Terrorist Anthology Vol. 1 2xLP/CD (2004, Alternative Tentacles/Blacknoise Records)
- Punk Terrorist Anthology Vol. 2 2XLP/CD (2005, Hellbent/Blacknoise)

### Recopilaciones y apariciones
- New York Hardcore: The Way It Is LP (Revelation Records, 1988)
- Squat or Rot Volume. 1 7" (Squat or Rot Records, 1989)
- They Don't Get Paid, They Don't Get Laid, But Boy Do They Work Hard LP (Maximum Rock'n'Roll, 1989)
- Murders Among Us 7" (Vermiform Records, 1990)
- More Songs About Plants and Trees 7" (Allied, 1991)
- Discharged: From Home Front to War Front 7" (Allied, 1992)